# Tuz Gölü

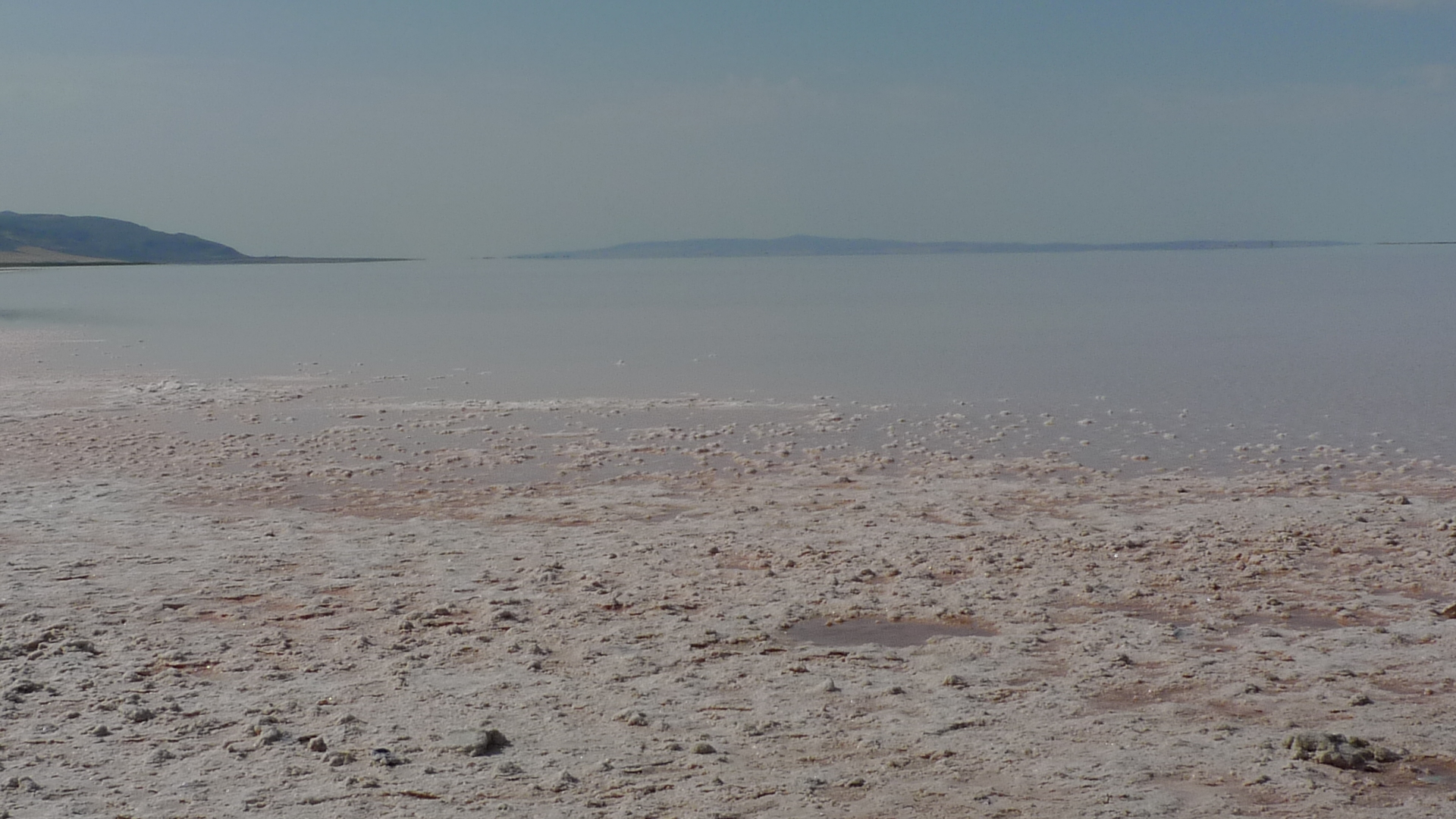
El llac.

Tuz Gölü (Llac de la Sal) és un llac salat de l'interior d'Anatòlia amb una superfície d'uns 1.500 km², a una altitud de 905 metres. Ocupa la major part d'una depressió. Es troba a 105 al nord-est de Konya, i 150 km al sud-est d'Ankara.
A l'era terciària, se'n va produir l'enfonsament; durant les fases de pluja al període glacial, el nivell del llac estava uns 110 metres per sobre del seu nivell actual i el llac es va omplir d'aigua dolça que marxava cap al riu Kızılırmak; però, als darrers 15.000 anys, el llac va marxar assecant; actualment té uns dos metres de fondària màxima i l'aigua que hi resta és salada; la superfície varia segons l'estació. La salinitat (23%) prové dels sediments terciaris del subsòl que estaven impregnats de sal; això, combinat amb les altes temperatures (a l'estiu fins a 40 graus Celsius) i la manca de drenatge hidrogràfic durant segles, ha fet evaporar l'aigua dolça i ha deixat un depòsit de clorur de sodi d'uns 30 cm de gruix. Cada any se n'extreuen unes 150.000 tones i les dues salines aporten un quart de la producció total de Turquia i la totalitat del consum intern.